# Ascención de Guarayos Airport
Ascención de Guarayos Airport är en flygplats i Bolivia.   Den ligger i departementet Santa Cruz, i den centrala delen av landet, 400 kilometer nordost om huvudstaden Sucre. Ascención de Guarayos Airport ligger 247 meter över havet.
Terrängen runt Ascención de Guarayos Airport är platt. Runt Ascención de Guarayos Airport är det mycket glesbefolkat, med 2 invånare per kvadratkilometer..
Omgivningarna runt Ascención de Guarayos Airport är huvudsakligen savann.